# Jácome de Ornelas Bruges
Jácome de Ornelas Bruges de Ávila Paim da Câmara ComC • ComNSC (Angra, 14 de dezembro de 1833 — Funchal, 20 de janeiro de 1889), 2.º conde da Praia, mais conhecido por Jácome de Ornelas Bruges, filho primogénito do 1.º visconde de Bruges e 1.º conde da Praia da Vitória, bacharel em Direito pela Universidade de Coimbra, foi um político açoriano com um longo percurso em cargos políticos e administrativos, entre os quais os de deputado, par do reino e governador civil. Governou por cinco vezes o Distrito de Angra do Heroísmo e foi durante 8 anos consecutivos governador civil do Distrito de Ponta Delgada. Pertenceu à Maçonaria.

## Biografia
Jácome de Bruges Paim da Câmara foi o filho primogénito de Teotónio de Ornelas Bruges Paim da Câmara, o 1.º visconde de Bruges e 1.º conde da Praia, e da sua primeira esposa, a madeirense Elvira Esmeraldo Monteiro. Depois de concluir os estudos secundários em Lisboa, preparou-se para a carreira política frequentando o curso de Direito da Universidade de Coimbra, onde obteve o grau de bacharel em 1854.
Terminado o curso, foi adido honorário à legação de Portugal em Bruxelas, mas acabou por seguir outra carreira, que não a diplomática, pois em 1857 regressou à ilha Terceira e preparou-se para suceder na grande casa de seu pai mediante composição amigável com os restantes herdeiros. Esse acordo fez dele o herdeiro da maior casa vincular da ilha Terceira e, por essa via, o líder incontestado da esquerda monárquica no distrito e um dos mais poderosos líderes políticos açorianos. Essa situação fez de Jácome de Ornelas Bruges uma interessante figura do século XIX, um misto de grande senhor, alto funcionário e político.
Sendo o primogénito do líder setembrista incontestado do Distrito de Angra, desde cedo envolvido nas lides políticas locais e continuador natural da carreira política do pai, logo em 1860 foi apresentado como candidato a deputado pelo círculo de Angra. A ajuda do pai, pois o 1.º conde da Praia só faleceria em outubro de 1870, permitiu que Jácome de Ornelas Bruges, o primogénito da numerosa família, fosse facilmente eleito deputado nas listas do Partido Histórico pelo círculo eleitoral de Angra do Heroísmo nas eleições gerais de 1 de janeiro de 1860 (legislatura de 1860-1861), sendo reeleito nas eleições gerais de 22 de abril de 1861 (legislatura de 1861-1864). Foi, contudo, obrigado a renunciar ao seu segundo mandato por em junho de 1861 ter sido nomeado secretário-geral do governo civil do Distrito de Angra do Heroísmo.
Esta nomeação teria como efeito fazê-lo enveredar pela carreira da chefia político-administrativa, iniciando um ciclo de nomeações para magistrado administrativo distrital que ocuparia a maior parte da sua carreira política. Ingressou na administração pública, tendo exercido, para além dos cargos políticos, as funções de inspetor dos tabacos. Foi nomeado superintendente das alfândegas dos Açores, pouco tempo antes de morrer.
Entretanto, casara a 4 de junho de 1860 com Maria Inácia Pacheco de Melo de Meneses Forjaz Sarmento de Lacerda, filha de João Pereira Forjaz Sarmento de Lacerda, e de sua mulher Maria José Pacheco de Melo Meneses Lemos e Carvalho, senhora de vários vínculos e irmã de Cândido Pacheco de Melo Forjaz de Lacerda, o 1.º visconde de Nossa Senhora das Mercês, o que contribuiu para consolidar a sua influência política na ilha.
Sucessivamente nomeado pelos governos do Partido Progressista, e confirmando a sua apetência para a administração distrital, exerceu por cinco vezes o cargo de governador civil do Distrito de Angra do Heroísmo. Exerceu aquele cargo nos seguintes períodos: (1) de 17 de dezembro de 1861 a 25 de setembro de 1865; (2) de 14 de janeiro de 1868 a 25 de fevereiro de 1869; (3) de 11 de outubro de 1877 a 31 de janeiro de 1878; (4) de 3 de junho de 1879 a 26 de março de 1881; e (5) de 13 de agosto de 1886 a 11 de outubro de 1888. No entretanto, de 13 de setembro de 1869 a 11 de outubro de 1877, num total de mais de oito anos, foi governador civil do Distrito de Ponta Delgada, uma proeza notável num período marcado pela instabilidade política.
Por decreto de 24 de dezembro de 1864 foi feito 2.º visconde de Bruges, título que havia pertencido a seu pai e que este tinha trocado pelo de conde da Vila da Praia da Vitória. Foi reconhecido como fidalgo cavaleiro da Casa Real, em sucessão de seus pais, por alvará de 7 de janeiro de 1867.
Após a morte de seu pai, ocorrida em 25 de outubro de 1870, herdou a posição de líder do Partido Histórico no Distrito de Angra do Heroísmo, cargo que manteve, após o Pacto da Granja, no Partido Progressista. Também na sequência da morte do pai, foi elevado a 2.º conde de Praia da Vitória por decreto de 8. de novembro de 1870.
Conforme fora acordado entre os familiares, recebeu também em herança a grande casa vincular paterna, a maior da ilha Terceira, mas já muito afetada pelas enormes despesas que aquele fizera no apoio à causa liberal durante a Regência de Angra. Diz-se que o património que recebeu estava crivado de dívidas, razão pela qual foi forçado a vender a maioria dos bens que herdou. Talvez por isso, foi um péssimo administrador dos bens da família, que à sua morte estavam hipotecados na sua quase totalidade.
Ao longo da sua carreira como governador civil demonstrou particular interesse pelas causas da instrução e da benemerência. Fundou a Sociedade Promotora das Artes e Letras de Angra do Heroísmo em 1866, de que era presidente nato, os Asilos da Mendicidade de Praia da Vitória e de Ponta Delgada e promoveu a 1.ª Exposição de Agricultura, Artes e Indústrias dos Açores, realizada em 1863. Foi presidente da assembleia geral do Montepio Terceirense.
Par do reino por sucessão no lugar de seu pai, não se lhe conhecem intervenções relevantes na Câmara dos Pares.  Após a sua morte o lugar só veio a ser ocupado pelo seu filho Octávio de Ornelas Bruges, em 1903.
Voltou a ser eleito deputado para a legislatura de 1884-1887, tendo prestado juramento nas Cortes a 28 de fevereiro de 1885. As suas intervenções parlamentares versaram apenas questões relativas ao seu círculo eleitoral, tendo apoiado outros deputados açorianos em projetos relativos a obras públicas, navegação e fiscalidade no arquipélago.
Em 1880, a colónia portuguesa do Rio de Janeiro requereu ao governo português a sua nomeação para Ministro Plenipotenciário no Império do Brasil, mas não foi atendida.
Faleceu no Funchal, 20 de Janeiro de 1889. Apesar de ter liderado o Partido Progressista sem contestação, já que herdara do pai a chefia da esquerda do Liberalismo no distrito natal, a sua morte causou uma grave crise de liderança no partido.
Durante a sua carreira foi agraciado com a grã-cruz da Imperial Ordem de Francisco José da Áustria (decreto de 14 de junho de 1875) e feito comendador da Ordem Militar de Cristo e da Ordem de Nossa Senhora da Conceição de Vila Viçosa (decreto de 21 de setembro de 1876). Era ainda oficial da Academia de França e cavaleiro de Mérito Agrícola de França (1886).
Existe um seu retrato a óleo, da autoria de Salvador Escolá Arimany, no salão nobre dos Paços do Concelho de Angra do Heroísmo.